# Aeroportul Moruya
Aeroportul Moruya (IATA: MYA, ICAO: YMRY) este un aeroport din Moruya⁠(d), Eurobodalla Shire⁠(d), Noul Wales de Sud, Australia ce deservește zona Moruya Sharks⁠(d). Aeroportul a fost tranzitat în 2022 de 21.106 pasageri. A fost numit după Moruya⁠(d).
Situat la o altitudine de 7 m, aeroportul dispune de o singură pistă. Este operat de Eurobodalla Shire⁠(d).